# Delsjökolonien

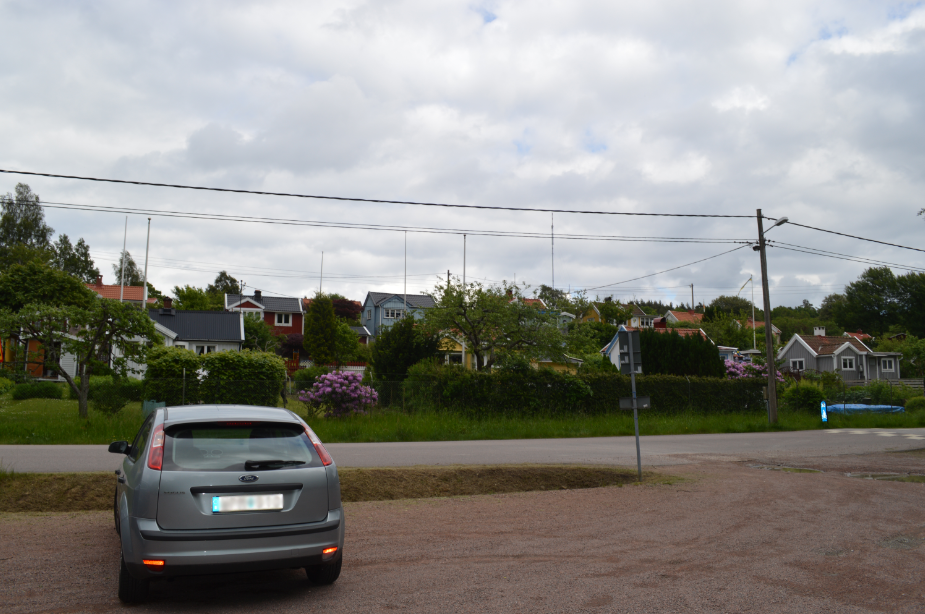
Delsjökolonien juni 2017

Delsjökolonien är ett koloniområde vid Delsjön i stadsdelarna Delsjön och Torp i sydöstra Göteborg. Koloniträdgårdarna anlades 1926 med en yta på 55 400 kvadratmeter. Från början var det 137 lotter med storleken 300 kvadratmeter, men det har senare utökats till 155 stycken.